# Istahara
Istahara era una ciutat important hitita del nord-est del seu territori, que des del començament del segle xiv aC estava en mans dels kashka. El rei Subiluliuma I la va reconquerir i la va fortificar, i tot seguit va reconquerir també les ciutats de Manaziyana, Kalimuna i altres que segurament no serien gaire llunyanes.
Mursilis II a la seva segona campanya (tercer any de regnat) després de sotmetre Ishupitta, i de perseguir als caps de la revolta, Pazzanna i Nunnuta, antics vassalls dels hitites, fins a Palhwisa (Palhwišša), on els va derrotar i va fer fugir el seu exèrcit, es va dirigir a Istahara on va descansar de la campanya, el que indica que la ciutat romania fermament en mans hitites. Allà va saber que els caps rebels que havien fugit s'havien refugiat a la ciutat de Kammamma, on es va dirigir.
Istahara era una de les principals bases hitites del nord i el rei Muwatal·lis II la va incloure en el regne vassall hitita d'Hakpis quan el va crear cap a l'any 1300 aC i on va posar com a rei al seu germà Hattusilis III, amb la finalitat d'aturar els atacs dels kashka. Va ser una de les dues ciutats que havia escapat als atacs kashka que s'havien produït massivament per aquelles dates, i una de les poques possessions que formaven el territori del regne, que en la seva major part estava dominat pels kashka. La ciutat, tot i que no va ser afectada per la incursió, va veure arrasat el seu territori, on no s'hi va poder sembrar durant deu anys. Hattusilis va restaurar la ciutat cap al 1390 aC.